# Franc Smolej (hokejist)
Franc Smolej, slovenski hokejist, * 18. julij 1940, Jesenice.
Smolej je bil dolgoletni član kluba HK Acroni Jesenice, s katerim je osvojil petnajst naslovov jugoslovanskega prvaka. Za jugoslovansko reprezentanco je nastopil na Olimpijskih igrah 1964 v Innsbrucku in 1968 v Grenoblu. 